# Asociación de Electores de Barbados
La Asociación de Electores de Barbados (en inglés: Barbados Electors' Association), abreviado como BEA, fue un partido político barbadense de orientación derechista que existió entre 1941 y 1956. Fue liderado por J. H. Wilkinson y Ernest Mottley. A sus miembros los conoció popularmente como «los conservadores» y fueron los principales oponentes al Partido Laborista de Barbados (BLP) durante la última etapa del parlamentarismo bajo sufragio restringido.
Con la introducción del sufragio universal, la BEA continuó siendo el principal oponente del BLP en las elecciones generales de 1951, que disputó con un discurso centrado en «defender los intereses del pueblo y no del partido». Sin embargo, comenzó un proceso de declive rápidamente y su dirigencia trató de reorganizar el partido para volverlo más atractivo al electorado. Mottley lo relanzó como Partido Conservador Progresista (PCP) en 1956.